# Titanosúquids
Els titanosúquids (Titanosuchidae) són una família extinta de sinàpsids que visqueren a Àfrica i Sud-amèrica durant el Permià. Se n'han trobat restes fòssils al Brasil i Sud-àfrica. Igual que els altres tapinocèfals, tenien el crani molt robust i probablement el feien servir per picar de cap. Tenien dents canines grosses i incisives molt fortes. Feien uns 250 cm de llargada i eren majoritàriament herbívors, encara que probablement també consumien una mica de carn.